# Arrenofaníneos
Arrenofaníneos (Arrhenophanidae) são uma subfamília da família dos psíquídeos (Psychidae), insectos da ordem Lepidoptera.